# Ski Classics 2020/2021
De Ski Classics 2020/2021 (officieel: Visma Ski Classics 2020/2021) ging van start op 16 januari 2021 in het Zwitserse Zuoz en eindigt op 17 april 2021 in het Finse Ylläs-Levi. Door de coronapandemie zijn enkele wedstrijden afgelast.
De Ski Classics is een competitie van langlaufmarathons in de klassieke stijl in Europa. De langlaufer die aan het einde van het seizoen de meeste punten heeft verzameld, wint de Ski Classics. Het is de 11e editie van deze competitie.

## Mannen

### Kalender

#### Pro Tour
| #                                   | Datum                               | Plaats                              | Loop                                | Afstand                             | Eerste                                                                   | Tweede                                                                   | Derde                                                                    |
| ----------------------------------- | ----------------------------------- | ----------------------------------- | ----------------------------------- | ----------------------------------- | ------------------------------------------------------------------------ | ------------------------------------------------------------------------ | ------------------------------------------------------------------------ |
| Visma Alp Trophy                    |                                     |                                     |                                     |                                     |                                                                          |                                                                          |                                                                          |
| 1.                                  | 27/11/2020                          | Livigno                             | Pro Team Tempo                      | 15 km klassieke stijl (ploegproef)  | Afgelast vanwege de coronapandemie                                       | Afgelast vanwege de coronapandemie                                       | Afgelast vanwege de coronapandemie                                       |
| 2.                                  | 29/11/2020                          | Livigno                             | Proloog                             | 35 km klassieke stijl (individueel) | Afgelast vanwege de coronapandemie                                       | Afgelast vanwege de coronapandemie                                       | Afgelast vanwege de coronapandemie                                       |
| 3.                                  | 20/12/2020                          | Val Venosta                         | La Venosta                          | 45 km klassieke stijl               | Afgelast vanwege de coronapandemie                                       | Afgelast vanwege de coronapandemie                                       | Afgelast vanwege de coronapandemie                                       |
| 4.                                  | 16/01/2021                          | Zuoz                                | La Diagonela                        | 60 km klassieke stijl               | Oskar Kardin Team Ragde Eiendom                                          | Andreas Nygaard Team Ragde Eiendom                                       | Petter Eliassen Team Ragde Eiendom                                       |
| 5.                                  | 23/01/2021                          | Toblach–Cortina                     | Toblach–Cortina                     | 42 km klassieke stijl               | Jermil Vokoejev Russian Winter Team                                      | Oskar Kardin Team Ragde Eiendom                                          | Emil Persson Lager 157 Ski Team                                          |
| 6.                                  | 31/01/2021                          | Trentino                            | Marcialonga                         | 70 km klassieke stijl               | Emil Persson Lager 157 Ski Team                                          | Tord Asle Gjerdalen Team XPND Fuel of Norway                             | Jermil Vokoejev Russian Winter Team                                      |
| Eindklassement Visma Alp Trophy:    | Eindklassement Visma Alp Trophy:    | Eindklassement Visma Alp Trophy:    | Eindklassement Visma Alp Trophy:    | Eindklassement Visma Alp Trophy:    | Emil Persson Lager 157 Ski Team                                          | Tord Asle Gjerdalen Team XPND Fuel of Norway                             | Jermil Vokoejev Russian Winter Team                                      |
| 7.                                  | 14/02/2021                          | Bedrichov                           | Jizerská padesátka                  | 50 km klassieke stijl               | Emil Persson Lager 157 Ski Team                                          | Tord Asle Gjerdalen Team XPND Fuel of Norway                             | Jermil Vokoejev Russian Winter Team                                      |
| Visma Nordic Trophy                 |                                     |                                     |                                     |                                     |                                                                          |                                                                          |                                                                          |
| 8.                                  | 07/03/2021                          | Sälen-Mora                          | Wasaloop                            | 90 km klassieke stijl               | Tord Asle Gjerdalen Team XPND Fuel of Norway                             | Anton Karlsson Lager 157 Ski Team                                        | Jermil Vokoejev Russian Winter Team                                      |
| 9.                                  | 20/03/2021                          | Rena-Lillehammer                    | Birkebeinerrennet                   | 54 km klassieke stijl               | Afgelast vanwege de coronapandemie, vervangen door Vålådalsrennet        | Afgelast vanwege de coronapandemie, vervangen door Vålådalsrennet        | Afgelast vanwege de coronapandemie, vervangen door Vålådalsrennet        |
| 9.                                  | 20/03/2021                          | Vålådalen                           | Vålådalsrennet                      | 54 km klassieke stijl               | Emil Persson Lager 157 Ski Team                                          | Andreas Nygaard Team Ragde Eiendom                                       | Oskar Kardin Team Ragde Eiendom                                          |
| 10.                                 | 21/03/2021                          | Vålådalen                           | Tåssåsen Criterium 64               | 64 54 km klassieke stijl            | Emil Persson Lager 157 Ski Team                                          | Morte Eide Pedersen Team Nordic Athlete                                  | Johan Hoel Team Nordic Athlete                                           |
| 11.                                 | 27/03/2021                          | Vålådalen                           | Årefjällsloppet                     | 100 km klassieke stijl              | Andreas Nygaard Team Ragde Eiendom                                       | Stian Hoelgaard Team Koteng                                              | Ari Luusua Vltava Fund Ski Team                                          |
| 12.                                 | 10/04/2021                          | Setermoen-Bardufoss                 | Reistadløpet                        | 50 km klassieke stijl               | Afgelast vanwege de coronapandemie                                       | Afgelast vanwege de coronapandemie                                       | Afgelast vanwege de coronapandemie                                       |
| –                                   | 17/04/2021                          | Ylläs-Levi                          | Ylläs-Levi                          | 70 km klassieke stijl               | Afgelast vanwege de coronapandemie, vervangen door Tåssåsen Criterium 64 | Afgelast vanwege de coronapandemie, vervangen door Tåssåsen Criterium 64 | Afgelast vanwege de coronapandemie, vervangen door Tåssåsen Criterium 64 |
| Eindklassement Visma Nordic Trophy: | Eindklassement Visma Nordic Trophy: | Eindklassement Visma Nordic Trophy: | Eindklassement Visma Nordic Trophy: | Eindklassement Visma Nordic Trophy: | Emil Persson Lager 157 Ski Team                                          | Tord Asle Gjerdalen Team XPND Fuel of Norway                             | Andreas Nygaard Team Ragde Eiendom                                       |

#### Challengers
| #   | Datum      | Plaats         | Loop                          | Afstand                     | Eerste                                                | Tweede                                                | Derde                                                 |
| --- | ---------- | -------------- | ----------------------------- | --------------------------- | ----------------------------------------------------- | ----------------------------------------------------- | ----------------------------------------------------- |
| 1.  | 30/08/2020 | Salzburg       | Salzburg-Rollt                | 30 km vrije stijl rollerski | Anze Gros                                             | Benjamin Moser                                        | Matthias Fugger Xc-ski.de Skimarathon Team            |
| 2.  | 04/01/2021 | Changchun      | Vasaloppet China              | 50 km klassieke stijl       | Afgelast vanwege de coronapandemie                    | Afgelast vanwege de coronapandemie                    | Afgelast vanwege de coronapandemie                    |
| 3.  | 10/01/2021 | Grönklitt Orsa | Craft Ski Marathon            | 42 km klassieke stijl       | Afgelast vanwege de coronapandemie                    | Afgelast vanwege de coronapandemie                    | Afgelast vanwege de coronapandemie                    |
| 4.  | 16/01/2021 | Östersund      | Östersund Ski Marathon        | 42 km klassieke stijl       | Afgelast vanwege de coronapandemie                    | Afgelast vanwege de coronapandemie                    | Afgelast vanwege de coronapandemie                    |
| 5.  | 24/01/2021 | Lienz          | Dolomitenlauf                 | 42 km klassieke stijl       | Afgelast vanwege de coronapandemie                    | Afgelast vanwege de coronapandemie                    | Afgelast vanwege de coronapandemie                    |
| 6.  | 30/01/2021 | Østby          | Trysil Skimaraton             | 40 km klassieke stijl       | Afgelast vanwege de coronapandemie                    | Afgelast vanwege de coronapandemie                    | Afgelast vanwege de coronapandemie                    |
| 7.  | 06/02/2021 | Val Venosta    | La Venosta Skating            | 30 km vrije stijl           | Afgelast vanwege de coronapandemie                    | Afgelast vanwege de coronapandemie                    | Afgelast vanwege de coronapandemie                    |
| 8.  | 07/02/2021 | Oberammergau   | König-Ludwig-Lauf             | 50 km klassieke stijl       | Afgelast vanwege de coronapandemie                    | Afgelast vanwege de coronapandemie                    | Afgelast vanwege de coronapandemie                    |
| 9.  | 13/02/2021 | Vasavere       | Alutaguse Marathon            | 44 km klassieke stijl       | Mart Kevin Põlluste Team Nordic Jobs Worldwide        | Taavi Kaiv                                            | Martin Nassar                                         |
| 10. | 13/02/2021 | Åsarna         | Åsarna Ski Marathon           | 46 km klassieke stijl       | Afgelast vanwege de coronapandemie                    | Afgelast vanwege de coronapandemie                    | Afgelast vanwege de coronapandemie                    |
| 11. | 14/02/2020 | Jura gebergte  | La Transjurassienne           | 68 km vrije stijl           | Afgelast vanwege de coronapandemie                    | Afgelast vanwege de coronapandemie                    | Afgelast vanwege de coronapandemie                    |
| 12. | 20/02/2021 | Kvam           | Furusjøen Rundt-Rennet        | 45 km klassieke stijl       | Afgelast vanwege de coronapandemie                    | Afgelast vanwege de coronapandemie                    | Afgelast vanwege de coronapandemie                    |
| 13. | 20/02/2021 | Østby          | Trysil Skimaraton             | 42 km klassieke stijl       | Afgelast vanwege de coronapandemie                    | Afgelast vanwege de coronapandemie                    | Afgelast vanwege de coronapandemie                    |
| 14. | 20/02/2021 | Les Moussières | Les Belles Combes             | 40 km klassieke stijl       | Afgelast vanwege de coronapandemie                    | Afgelast vanwege de coronapandemie                    | Afgelast vanwege de coronapandemie                    |
| 15. | 21/02/2021 | Sandviken      | Bessemerloppet                | 52 km klassieke stijl       | Max Novak Team Ramudden                               | Gabriel Höjlind Team Engcon                           | Johannes Eklöf Team Ramudden                          |
| 16. | 27/02/2021 | Hayward        | American Birkebeiner          | 50 km vrije stijl           | Afgelast vanwege de coronapandemie                    | Afgelast vanwege de coronapandemie                    | Afgelast vanwege de coronapandemie                    |
| 17. | 28/02/2021 | Ērgļi          | Latloppet                     | 30 km klassieke stijl       | Afgelast vanwege de coronapandemie                    | Afgelast vanwege de coronapandemie                    | Afgelast vanwege de coronapandemie                    |
| 18. | 06/03/2021 | Novosibirsk    | Novosibirsk Classic Marathon  | 70 km klassieke stijl       | Aleksandr Bessmertnych                                | Aleksandr Kalinin                                     | Aleksandr Klugen                                      |
| 19. | 06/03/2021 | Leutasch       | Ganghoferlauf Classic         | 50 km vrije stijl           | Afgelast vanwege de coronapandemie                    | Afgelast vanwege de coronapandemie                    | Afgelast vanwege de coronapandemie                    |
| 20. | 14/03/2021 | La Feclaz      | La Savoyarde Caisse d'Épargne | 42 km vrije stijl           | Afgelast vanwege de coronapandemie                    | Afgelast vanwege de coronapandemie                    | Afgelast vanwege de coronapandemie                    |
| 21. | 26/03/2021 | Sisimiut       | Artic Circle Race             | 160 km klassieke stijl      | Afgelast vanwege de coronapandemie                    | Afgelast vanwege de coronapandemie                    | Afgelast vanwege de coronapandemie                    |
| 22. | 27/03/2021 | Vålådalen      | Årefjällsloppet               | 55 km klassieke stijl       | Gepromoveerd tot Pro Tour race en verlengt tot 100 km | Gepromoveerd tot Pro Tour race en verlengt tot 100 km | Gepromoveerd tot Pro Tour race en verlengt tot 100 km |
| 23. | 27/03/2021 | Mo i Rana      | Blåvegenløpet                 | 45 km klassieke stijl       | Afgelast vanwege de coronapandemie                    | Afgelast vanwege de coronapandemie                    | Afgelast vanwege de coronapandemie                    |
| 24. | 27/03/2021 | Bjerkvik       | BCC Hålogalandsløpet          | 42 km klassieke stijl       | Afgelast vanwege de coronapandemie                    | Afgelast vanwege de coronapandemie                    | Afgelast vanwege de coronapandemie                    |
| 25. | 28/03/2021 | Nordli         | Flyktningerennet              | 42 km klassieke stijl       | Afgelast vanwege de coronapandemie                    | Afgelast vanwege de coronapandemie                    | Afgelast vanwege de coronapandemie                    |
| 26. | 04/04/2021 | Taivalkoski    | Taivalkoski Ski Marathon      | 50 km vrije stijl           | Afgelast vanwege de coronapandemie                    | Afgelast vanwege de coronapandemie                    | Afgelast vanwege de coronapandemie                    |

### Eindstanden klassementen
| Algemeen | Algemeen             | Algemeen             | Algemeen |
| #        | Naam                 | Team                 | Punten   |
| -------- | -------------------- | -------------------- | -------- |
| 1        | Emil Persson         | Lager 157 Ski Team   | 1.540    |
| 2        | Tord Asle Gjerdalen  | Team Ragde Eiendom   | 1.302    |
| 3        | Oskar Kardin         | Team Ragde Eiendom   | 1.095    |
| 4        | Ermil Vokuev         | Russian Winter Team  | 900      |
| 5        | Morten Eide Pedersen | Team Nordic Athlete  | 809      |
| 6        | Anton Karlsson       | Lager 157 Ski Team   | 730      |
| 7        | Andreas Nygaard      | Team Ragde Eiendom   | 664      |
| 8        | Ari Luusua           | Vltava Fund Ski Team | 663      |
| 9        | Maksim Vylegsjanin   | Russian Winter Team  | 640      |
| 10       | Petter Eliassen      | Team Ragde Eiendom   | 602      |

| Sprint | Sprint               | Sprint               | Sprint |
| #      | Naam                 | Team                 | Punten |
| ------ | -------------------- | -------------------- | ------ |
| 1      | Emil Persson         | Lager 157 Ski Team   | 342    |
| 2      | Maksim Vylegsjanin   | Russian Winter Team  | 264    |
| 3      | Max Novak            | Team Ramudden        | 243    |
| 4      | Stian Berg           | Team Kaffebryggeriet | 174    |
| 5      | Anton Karlsson       | Lager 157 Ski Team   | 155    |
| 6      | Anders Aukland       | Team Ragde Eiendom   | 147    |
| 7      | Ermil Vokuev         | Russian Winter Team  | 129    |
| 8      | Oskar Kardin         | Team Ragde Eiendom   | 124    |
| 9      | Morten Eide Pedersen | Team Nordic Athlete  | 111    |
| 10     | Alexey Dvoskin       | Russian Winter Team  | 73     |

| Klimmen | Klimmen              | Klimmen              | Klimmen |
| #       | Naam                 | Team                 | Punten  |
| ------- | -------------------- | -------------------- | ------- |
| 1       | Ermil Vokuev         | Russian Winter Team  | 250     |
| 2       | Tord Asle Gjerdalen  | Team Ragde Eiendom   | 220     |
| 3       | Morten Eide Pedersen | Team Nordic Athlete  | 198     |
| 4       | Petter Eliassen      | Team Ragde Eiendom   | 140     |
| 5       | Oskar Kardin         | Team Ragde Eiendom   | 128     |
| 6       | Emil Persson         | Lager 157 Ski Team   | 117     |
| 7       | Jens Burman          | Team Koteng          | 100     |
| 8       | Stian Hoelgaard      | Team Koteng          | 77      |
| 9       | Ari Luusua           | Vltava Fund Ski Team | 74      |
| 10      | Johannes Eklöf       | Team Ramudden        | 62      |

| Jeugd | Jeugd             | Jeugd                     | Jeugd  |
| #     | Naam              | Team                      | Punten |
| ----- | ----------------- | ------------------------- | ------ |
| 1     | Emil Persson      | Lager 157 Ski Team        | 1.540  |
| 2     | Johannes Eklöf    | Team Ramudden             | 583    |
| 3     | Max Novak         | Team Ramudden             | 515    |
| 4     | Gabriel Höjlind   | Team Engcon               | 354    |
| 5     | Herman Paus       | Team Ramudden             | 269    |
| 6     | Dmitriy Bagrashov | Russian Winter Team       | 206    |
| 7     | Thomas Ødegaarden | Team XPND Fuel of Norway  | 144    |
| 8     | Isac Holmström    | Vltava Fund Ski Team      | 120    |
| 9     | Théo Deswazière   | Team Decathlon Expérience | 118    |
| 10    | Matis Leray       | Team Robinson Trentino    | 87     |

| Visma Alp Trophy | Visma Alp Trophy     | Visma Alp Trophy    | Visma Alp Trophy |
| #                | Naam                 | Team                | Punten           |
| ---------------- | -------------------- | ------------------- | ---------------- |
| 1                | Emil Persson         | Lager 157 Ski Team  | 570              |
| 2                | Oskar Kardin         | Team Ragde Eiendom  | 520              |
| 3                | Ermil Vokuev         | Russian Winter Team | 500              |
| 4                | Tord Asle Gjerdalen  | Team Ragde Eiendom  | 440              |
| 5                | Petter Eliassen      | Team Ragde Eiendom  | 385              |
| 6                | Morten Eide Pedersen | Team Nordic Athlete | 310              |
| 7                | Stian Hoelgaard      | Team Koteng         | 270              |
| 8                | Max Novak            | Team Ramudden       | 244              |
| 9                | Johannes Eklöf       | Team Ramudden       | 239              |
| 10               | Maksim Vylegsjanin   | Russian Winter Team | 222              |

| Visma Nordic Trophy | Visma Nordic Trophy  | Visma Nordic Trophy  | Visma Nordic Trophy |
| #                   | Naam                 | Team                 | Punten              |
| ------------------- | -------------------- | -------------------- | ------------------- |
| 1                   | Emil Persson         | Lager 157 Ski Team   | 670                 |
| 2                   | Tord Asle Gjerdalen  | Team Ragde Eiendom   | 612                 |
| 3                   | Andreas Nygaard      | Team Ragde Eiendom   | 494                 |
| 4                   | Anton Karlsson       | Lager 157 Ski Team   | 491                 |
| 5                   | Oskar Kardin         | Team Ragde Eiendom   | 470                 |
| 6                   | Ari Luusua           | Vltava Fund Ski Team | 445                 |
| 7                   | Morten Eide Pedersen | Team Nordic Athlete  | 399                 |
| 8                   | Øyvind Moen Fjeld    | Lager 157 Ski Team   | 333                 |
| 9                   | Maksim Vylegsjanin   | Russian Winter Team  | 288                 |
| 9                   | Johan Hoel           | Team Nordic Athlete  | 288                 |

## Vrouwen

### Kalender

#### Pro Tour
| #                                   | Datum                               | Plaats                              | Loop                                | Afstand                             | Eerste                                                                   | Tweede                                                                   | Derde                                                                    |
| ----------------------------------- | ----------------------------------- | ----------------------------------- | ----------------------------------- | ----------------------------------- | ------------------------------------------------------------------------ | ------------------------------------------------------------------------ | ------------------------------------------------------------------------ |
| Visma Alp Trophy                    |                                     |                                     |                                     |                                     |                                                                          |                                                                          |                                                                          |
| 1.                                  | 27/11/2020                          | Livigno                             | Pro Team Tempo                      | 15 km klassieke stijl (ploegproef)  | Afgelast vanwege de coronapandemie                                       | Afgelast vanwege de coronapandemie                                       | Afgelast vanwege de coronapandemie                                       |
| 2.                                  | 29/11/2020                          | Livigno                             | Proloog                             | 35 km klassieke stijl (individueel) | Afgelast vanwege de coronapandemie                                       | Afgelast vanwege de coronapandemie                                       | Afgelast vanwege de coronapandemie                                       |
| 3.                                  | 20/12/2020                          | Val Venosta                         | La Venosta                          | 45 km klassieke stijl               | Afgelast vanwege de coronapandemie                                       | Afgelast vanwege de coronapandemie                                       | Afgelast vanwege de coronapandemie                                       |
| 4.                                  | 16/01/2021                          | Zuoz                                | La Diagonela                        | 60 km klassieke stijl               | Jenny Larsson Team Ramudden                                              | Lina Korsgren Team Ramudden                                              | Emilie Fleten Team Koteng                                                |
| 5.                                  | 23/01/2021                          | Toblach–Cortina                     | Toblach–Cortina                     | 42 km klassieke stijl               | Lina Korsgren Team Ramudden                                              | Ida Dahl Team Ramudden                                                   | Emilie Fleten Team Koteng                                                |
| 6.                                  | 31/01/2021                          | Trentino                            | Marcialonga                         | 70 km klassieke stijl               | Lina Korsgren Team Ramudden                                              | Emilie Fleten Team Koteng                                                | Ida Dahl Team Ramudden                                                   |
| Eindklassement Visma Alp Trophy:    | Eindklassement Visma Alp Trophy:    | Eindklassement Visma Alp Trophy:    | Eindklassement Visma Alp Trophy:    | Eindklassement Visma Alp Trophy:    | Lina Korsgren Team Ramudden                                              | Emilie Fleten Team Koteng                                                | Ida Dahl Team Ramudden                                                   |
| 7.                                  | 14/02/2021                          | Bedrichov                           | Jizerská padesátka                  | 50 km klassieke stijl               | Lina Korsgren Team Ramudden                                              | Ida Dahl Team Ramudden                                                   | Kateřina Smutná Ed System Bauer Team                                     |
| Visma Nordic Trophy                 |                                     |                                     |                                     |                                     |                                                                          |                                                                          |                                                                          |
| 8.                                  | 07/03/2021                          | Sälen-Mora                          | Wasaloop                            | 90 km klassieke stijl               | Lina Korsgren Team Ramudden                                              | Marit Bjørgen Team Ragde Eiendom                                         | Ida Dahl Team Ramudden                                                   |
| 9.                                  | 20/03/2021                          | Rena-Lillehammer                    | Birkebeinerrennet                   | 54 km klassieke stijl               | Afgelast vanwege de coronapandemie, vervangen door Vålådalsrennet        | Afgelast vanwege de coronapandemie, vervangen door Vålådalsrennet        | Afgelast vanwege de coronapandemie, vervangen door Vålådalsrennet        |
| 9.                                  | 20/03/2021                          | Vålådalen                           | Vålådalsrennet                      | 54 km klassieke stijl               | Ebba Andersson Lager 157 Ski Team                                        | Emilie Fleten Team Koteng                                                | Lina Korsgren Team Ramudden                                              |
| 10.                                 | 21/03/2021                          | Vålådalen                           | Tåssåsen Criterium 64               | 64 54 km klassieke stijl            | Lina Korsgren Team Ramudden                                              | Emilie Fleten Team Koteng                                                | Ida Dahl Team Ramudden                                                   |
| 11.                                 | 27/03/2021                          | Vålådalen                           | Årefjällsloppet                     | 100 km klassieke stijl              | Lina Korsgren Team Ramudden                                              | Emilie Fleten Team Koteng                                                | Thea Krokan Murud Team Kaffebryggeriet                                   |
| 12.                                 | 10/04/2021                          | Setermoen-Bardufoss                 | Reistadløpet                        | 50 km klassieke stijl               | Afgelast vanwege de coronapandemie                                       | Afgelast vanwege de coronapandemie                                       | Afgelast vanwege de coronapandemie                                       |
| –                                   | 17/04/2021                          | Ylläs-Levi                          | Ylläs-Levi                          | 70 km klassieke stijl               | Afgelast vanwege de coronapandemie, vervangen door Tåssåsen Criterium 64 | Afgelast vanwege de coronapandemie, vervangen door Tåssåsen Criterium 64 | Afgelast vanwege de coronapandemie, vervangen door Tåssåsen Criterium 64 |
| Eindklassement Visma Nordic Trophy: | Eindklassement Visma Nordic Trophy: | Eindklassement Visma Nordic Trophy: | Eindklassement Visma Nordic Trophy: | Eindklassement Visma Nordic Trophy: | Lina Korsgren Team Ramudden                                              | Emilie Fleten Team Koteng                                                | Ida Dahl Team Ramudden                                                   |

#### Challengers
| #   | Datum      | Plaats         | Loop                          | Afstand                     | Eerste                                                | Tweede                                                | Derde                                                 |
| --- | ---------- | -------------- | ----------------------------- | --------------------------- | ----------------------------------------------------- | ----------------------------------------------------- | ----------------------------------------------------- |
| 1.  | 30/08/2020 | Salzburg       | Salzburg-Rollt                | 30 km vrije stijl rollerski | Barbara Walchhofer                                    | Hana Mazi Jamnik                                      | Melina Schöttes Team Zipps                            |
| 2.  | 04/01/2021 | Changchun      | Vasaloppet China              | 50 km klassieke stijl       | Afgelast vanwege de coronapandemie                    | Afgelast vanwege de coronapandemie                    | Afgelast vanwege de coronapandemie                    |
| 3.  | 10/01/2021 | Grönklitt Orsa | Craft Ski Marathon            | 42 km klassieke stijl       | Afgelast vanwege de coronapandemie                    | Afgelast vanwege de coronapandemie                    | Afgelast vanwege de coronapandemie                    |
| 4.  | 16/01/2021 | Östersund      | Östersund Ski Marathon        | 42 km klassieke stijl       | Afgelast vanwege de coronapandemie                    | Afgelast vanwege de coronapandemie                    | Afgelast vanwege de coronapandemie                    |
| 5.  | 24/01/2021 | Lienz          | Dolomitenlauf                 | 42 km klassieke stijl       | Afgelast vanwege de coronapandemie                    | Afgelast vanwege de coronapandemie                    | Afgelast vanwege de coronapandemie                    |
| 6.  | 30/01/2021 | Østby          | Trysil Skimaraton             | 40 km klassieke stijl       | Afgelast vanwege de coronapandemie                    | Afgelast vanwege de coronapandemie                    | Afgelast vanwege de coronapandemie                    |
| 7.  | 06/02/2021 | Val Venosta    | La Venosta Skating            | 30 km vrije stijl           | Afgelast vanwege de coronapandemie                    | Afgelast vanwege de coronapandemie                    | Afgelast vanwege de coronapandemie                    |
| 8.  | 07/02/2021 | Oberammergau   | König-Ludwig-Lauf             | 50 km klassieke stijl       | Afgelast vanwege de coronapandemie                    | Afgelast vanwege de coronapandemie                    | Afgelast vanwege de coronapandemie                    |
| 9.  | 13/02/2021 | Vasavere       | Alutaguse Marathon            | 44 km klassieke stijl       | Tatjana Mannima                                       | Anette Kasemets                                       | Merilin Jürisaar Team Nordic Jobs Worldwide           |
| 10. | 13/02/2021 | Åsarna         | Åsarna Ski Marathon           | 46 km klassieke stijl       | Afgelast vanwege de coronapandemie                    | Afgelast vanwege de coronapandemie                    | Afgelast vanwege de coronapandemie                    |
| 11. | 14/02/2020 | Jura gebergte  | La Transjurassienne           | 68 km vrije stijl           | Afgelast vanwege de coronapandemie                    | Afgelast vanwege de coronapandemie                    | Afgelast vanwege de coronapandemie                    |
| 12. | 20/02/2021 | Kvam           | Furusjøen Rundt-Rennet        | 45 km klassieke stijl       | Afgelast vanwege de coronapandemie                    | Afgelast vanwege de coronapandemie                    | Afgelast vanwege de coronapandemie                    |
| 13. | 20/02/2021 | Østby          | Trysil Skimaraton             | 42 km klassieke stijl       | Afgelast vanwege de coronapandemie                    | Afgelast vanwege de coronapandemie                    | Afgelast vanwege de coronapandemie                    |
| 14. | 20/02/2021 | Les Moussières | Les Belles Combes             | 40 km klassieke stijl       | Afgelast vanwege de coronapandemie                    | Afgelast vanwege de coronapandemie                    | Afgelast vanwege de coronapandemie                    |
| 15. | 21/02/2021 | Sandviken      | Bessemerloppet                | 52 km klassieke stijl       | Ida Dahl Team Ramudden                                | Linn Sömskar Team Nordic Athlete                      | Maria Gräfnings Vltava Fund Ski Team                  |
| 16. | 27/02/2021 | Hayward        | American Birkebeiner          | 50 km vrije stijl           | Afgelast vanwege de coronapandemie                    | Afgelast vanwege de coronapandemie                    | Afgelast vanwege de coronapandemie                    |
| 17. | 28/02/2021 | Ērgļi          | Latloppet                     | 30 km klassieke stijl       | Afgelast vanwege de coronapandemie                    | Afgelast vanwege de coronapandemie                    | Afgelast vanwege de coronapandemie                    |
| 18. | 06/03/2021 | Novosibirsk    | Novosibirsk Classic Marathon  | 70 km klassieke stijl       | Vera Ogarko                                           | Maria Novoselova                                      | Aleksandra Dultseva                                   |
| 19. | 06/03/2021 | Leutasch       | Ganghoferlauf Classic         | 50 km vrije stijl           | Afgelast vanwege de coronapandemie                    | Afgelast vanwege de coronapandemie                    | Afgelast vanwege de coronapandemie                    |
| 20. | 14/03/2021 | La Feclaz      | La Savoyarde Caisse d'Épargne | 42 km vrije stijl           | Afgelast vanwege de coronapandemie                    | Afgelast vanwege de coronapandemie                    | Afgelast vanwege de coronapandemie                    |
| 21. | 26/03/2021 | Sisimiut       | Artic Circle Race             | 160 km klassieke stijl      | Afgelast vanwege de coronapandemie                    | Afgelast vanwege de coronapandemie                    | Afgelast vanwege de coronapandemie                    |
| 22. | 27/03/2021 | Vålådalen      | Årefjällsloppet               | 55 km klassieke stijl       | Gepromoveerd tot Pro Tour race en verlengt tot 100 km | Gepromoveerd tot Pro Tour race en verlengt tot 100 km | Gepromoveerd tot Pro Tour race en verlengt tot 100 km |
| 23. | 27/03/2021 | Mo i Rana      | Blåvegenløpet                 | 45 km klassieke stijl       | Afgelast vanwege de coronapandemie                    | Afgelast vanwege de coronapandemie                    | Afgelast vanwege de coronapandemie                    |
| 24. | 27/03/2021 | Bjerkvik       | BCC Hålogalandsløpet          | 42 km klassieke stijl       | Afgelast vanwege de coronapandemie                    | Afgelast vanwege de coronapandemie                    | Afgelast vanwege de coronapandemie                    |
| 25. | 28/03/2021 | Nordli         | Flyktningerennet              | 42 km klassieke stijl       | Afgelast vanwege de coronapandemie                    | Afgelast vanwege de coronapandemie                    | Afgelast vanwege de coronapandemie                    |
| 26. | 04/04/2021 | Taivalkoski    | Taivalkoski Ski Marathon      | 50 km vrije stijl           | Afgelast vanwege de coronapandemie                    | Afgelast vanwege de coronapandemie                    | Afgelast vanwege de coronapandemie                    |

### Eindstanden klassementen
| Algemeen | Algemeen                 | Algemeen                     | Algemeen |
| #        | Naam                     | Team                         | Punten   |
| -------- | ------------------------ | ---------------------------- | -------- |
| 1        | Lina Korsgren            | Team Ramudden                | 1.820    |
| 2        | Ida Dahl                 | Team Ramudden                | 1.330    |
| 3        | Emilie Fleten            | Team Koteng                  | 1.295    |
| 4        | Kateřina Smutná          | Ed System Bauer Team         | 850      |
| 5        | Elin Mohlin              | Lager 157 Ski Team           | 771      |
| 6        | Jenny Larsson            | Team Ramudden                | 760      |
| 7        | Roxane Lacroix           | Team Decathlon Expérience    | 741      |
| 8        | Sofie Elebro             | Team ParkettPartner Sjusjøen | 730      |
| 9        | Britta Johansson Norgren | Lager 157 Ski Team           | 525      |
| 10       | Heli Heiskanen           | Slavia Pojistovna Sport Team | 476      |

| Sprint | Sprint                   | Sprint                    | Sprint |
| #      | Naam                     | Team                      | Punten |
| ------ | ------------------------ | ------------------------- | ------ |
| 1      | Lina Korsgren            | Team Ramudden             | 289    |
| 2      | Ida Dahl                 | Team Ramudden             | 239    |
| 3      | Jenny Larsson            | Team Ramudden             | 162    |
| 4      | Britta Johansson Norgren | Lager 157 Ski Team        | 69     |
| 5      | Emilie Fleten            | Team Koteng               | 59     |
| 6      | Linn Sömskar             | Team Nordic Athlete       | 45     |
| 7      | Anikken Gjerde Alnæs     | Team Ragde Eiendom        | 33     |
| 8      | Roxane Lacroix           | Team Decathlon Expérience | 30     |
| 9      | The Krokan Murud         | Team Kaffebryggeriet      | 18     |
| 10     | Astrid Øyre Slind        | Team Koteng               | 17     |

| Klimmen | Klimmen          | Klimmen              | Klimmen |
| #       | Naam             | Team                 | Punten  |
| ------- | ---------------- | -------------------- | ------- |
| 1       | Lina Korsgren    | Team Ramudden        | 194     |
| 2       | Emilie Fleten    | Team Koteng          | 134     |
| 3       | Ida Dahl         | Team Ramudden        | 101     |
| 4       | Silje Theodorsen | Team Koteng          | 60      |
| 5       | Ebba Andersson   | Lager 157 Ski Team   | 48      |
| 6       | Linn Sömskar     | Team Nordic Athlete  | 30      |
| 7       | Marit Bjørgen    | Team Ragde Eiendom   | 24      |
| 8       | Jenny Larsson    | Team Ramudden        | 21      |
| 9       | Elin Mohlin      | Lager 157 Ski Team   | 18      |
| 10      | Kateřina Smutná  | Ed System Bauer Team | 13      |

| Jeugd | Jeugd               | Jeugd                        | Jeugd  |
| #     | Naam                | Team                         | Punten |
| ----- | ------------------- | ---------------------------- | ------ |
| 1     | Ida Dahl            | Team Ramudden                | 1.330  |
| 2     | Jenny Larsson       | Team Ramudden                | 760    |
| 3     | Anastasia Rygalina  | Russian Winter Team          | 419    |
| 4     | Hedda Bångman       | Team Nordic Athlete          | 350    |
| 5     | Tereza Hujerová     | Slavia Pojistovna Sport Team | 344    |
| 6     | Julia Angelsiöö     | Team ParkettPartner Sjusjøen | 250    |
| 7     | Karolina Hedenström | Lager 157 Ski Team           | 228    |
| 8     | Carine Heuberger    | Team BSV IBEX                | 221    |
| 9     | Ebba Andersson      | Lager 157 Ski Team           | 200    |
| 10    | Dina Nekrasova      | Russian Winter Team          | 180    |

| Visma Alp Trophy | Visma Alp Trophy   | Visma Alp Trophy             | Visma Alp Trophy |
| #                | Naam               | Team                         | Punten           |
| ---------------- | ------------------ | ---------------------------- | ---------------- |
| 1                | Lina Korsgren      | Team Ramudden                | 670              |
| 2                | Emilie Fleten      | Team Koteng                  | 550              |
| 3                | Ida Dahl           | Team Ramudden                | 500              |
| 4                | Jenny Larsson      | Team Ramudden                | 430              |
| 5                | Elin Mohlin        | Lager 157 Ski Team           | 325              |
| 6                | Kateřina Smutná    | Ed System Bauer Team         | 320              |
| 7                | Olga Tsareva       | Russian Winter Team          | 315              |
| 8                | Sofie Elebro       | Team ParkettPartner Sjusjøen | 285              |
| 9                | Anastasia Rygalina | Russian Winter Team          | 252              |
| 10               | Roxane Lacroix     | Team Decathlon Expérience    | 244              |

| Visma Nordic Trophy | Visma Nordic Trophy      | Visma Nordic Trophy          | Visma Nordic Trophy |
| #                   | Naam                     | Team                         | Punten              |
| ------------------- | ------------------------ | ---------------------------- | ------------------- |
| 1                   | Lina Korsgren            | Team Ramudden                | 850                 |
| 2                   | Emilie Fleten            | Team Koteng                  | 615                 |
| 3                   | Ida Dahl                 | Team Ramudden                | 580                 |
| 4                   | Thea Krokan Murud        | Team Kaffebryggeriet         | 420                 |
| 5                   | Roxane Lacroix           | Team Decathlon Expérience    | 417                 |
| 6                   | Sofie Elebro             | Team ParkettPartner Sjusjøen | 355                 |
| 7                   | Elin Mohlin              | Lager 157 Ski Team           | 341                 |
| 8                   | Linn Sömskar             | Team Nordic Athlete          | 338                 |
| 9                   | Britta Johansson Norgren | Lager 157 Ski Team           | 335                 |
| 10                  | Kateřina Smutná          | Ed System Bauer Team         | 330                 |

## Eindklassement Pro Team
| Pro Team | Pro Team                     | Pro Team |
| #        | Team                         | Punten   |
| -------- | ---------------------------- | -------- |
| 1        | Team Ramudden                | 1.540    |
| 2        | Lager 157 Ski Team           | 1.440    |
| 3        | Team Ragde Eiendom           | 1.160    |
| 4        | Russian Winter Team          | 1.085    |
| 5        | Team Koteng                  | 945      |
| 6        | Team Nordic Athlete          | 880      |
| 7        | Team XPND Fuel of Norway     | 642      |
| 8        | Team ParkettPartner Sjusjøen | 635      |
| 9        | Team Decathlon Expérience    | 625      |
| 10       | Team Kaffebryggeriet         | 615      |

## Prijzengeld
In onderstaande tabel vindt u de verdeling van het prijzengeld:
| Positie              | Per marathon      | Per marathon      | Per marathon   | Per marathon     | Klassement   | Klassement | Klassement   | Klassement   | Klassement  | Klassement    | Klassement  |
| Positie              | Grand Classics    | Pro Tour          | Pro Team Tempo | Skier of the Day | Algemeen     | Pro Team   | Sprint       | Klim         | Jeugd       | Nordic Trophy | Alp Trophy  |
| -------------------- | ----------------- | ----------------- | -------------- | ---------------- | ------------ | ---------- | ------------ | ------------ | ----------- | ------------- | ----------- |
| 1.                   |                   |                   | € 5.000        | € 500            | € 31.000     | € 31.000   | € 7.500      | € 7.500      | € 2.500     | € 7.500       | € 7.500     |
| 2.                   |                   |                   | € 3.000        | –                | € 14.000     | € 10.000   | € 2.000      | € 2.000      | –           | –             | –           |
| 3.                   |                   |                   | € 1.000        | –                | € 8.000      | € 7.000    | € 1.000      | € 1.000      | –           | –             | –           |
| 4.                   |                   |                   | –              | –                | € 5.000      | –          | –            | –            | –           | –             | –           |
| 5.                   |                   |                   | –              | –                | € 2.000      | –          | –            | –            | –           | –             | –           |
| Totaal per wedstrijd | minimaal € 30.000 | minimaal € 20.000 | € 9.000        | € 500            |              |            |              |              |             |               |             |
| Totaal per seizoen   |                   |                   | € 9.000        | € 5.000          | 2 x € 60.000 | € 48.000   | 2 x € 10.500 | 2 x € 10.500 | 2 x € 2.500 | 2 x € 7.500   | 2 x € 7.500 |
| Totaal per seizoen   | € 184.996         | € 184.996         | Afgelast       | € 250.000        | € 250.000    | € 250.000  | € 250.000    | € 250.000    | € 250.000   | € 250.000     | € 250.000   |

Een langlauf(st)er die een Grand Slam completeert ontvangt €100.000. Om een Grand Slam te completeren moet een langlauf(st)er de vier "monumenten" (ook wel Grand Classics), Marcialonga, Jizerska 50, Wasaloop en Birkebeinerrennet in hetzelfde seizoen winnen. Tot het seizoen 2020/21 is hier nog geen enkele langlaufer in geslaagd. Indien zowel een mannelijke als vrouwelijke langlaufer de Grand Slam completeert, moet het prijzengeld van €100.000 gedeeld worden tussen beide. Door de afgelasting van de Birkebeinerrennet loopt Lina Korsgren, die de eerste drie Grand Classics won, de kans mis op een Grand Slam te complimenteren.

### Prijzengeld per langlaufer
| # | Langlaufer          | Team                     | Prijzengeld |
| - | ------------------- | ------------------------ | ----------- |
| 1 | Lina Korsgren       | Team Ramudden            | € 97.053    |
| 2 | Emil Persson        | Lager 157 Ski Team       | € 80.367    |
| 3 | Ida Dahl            | Team Ramudden            | € 31.251    |
| 4 | Tord Asle Gjerdalen | Team XPND Fuel of Norway | € 30.453    |
| 5 | Ermil Vokuev        | Russian Winter Team      | € 22.151    |
| 6 | Emilie Fleten       | Team Koteng              | € 21.786    |

## Uitzendrechten
- Alle landen: Visma Ski Classics PLAY
- Australië: beIN Sports
- Canada: beIN Sports
- Denemarken: TV3 Sport
- Estland: AS Levira
- Finland: YLE
- Frankrijk: L'Équipe
- IJsland: NENT
- Italië: Sky Sport

- Letland: Lattelecom
- Nieuw-Zeeland: beIN Sports
- Noorwegen: NRK
- Polen: TVP
- Rusland: Match TV
- Tsjechië: Czech TV
- Zweden: Discovery kanal 9, Eurosport Player. Wasaloop op SVT.
- Verenigde Staten: beIN Sports[4]